# 索利加利奇區

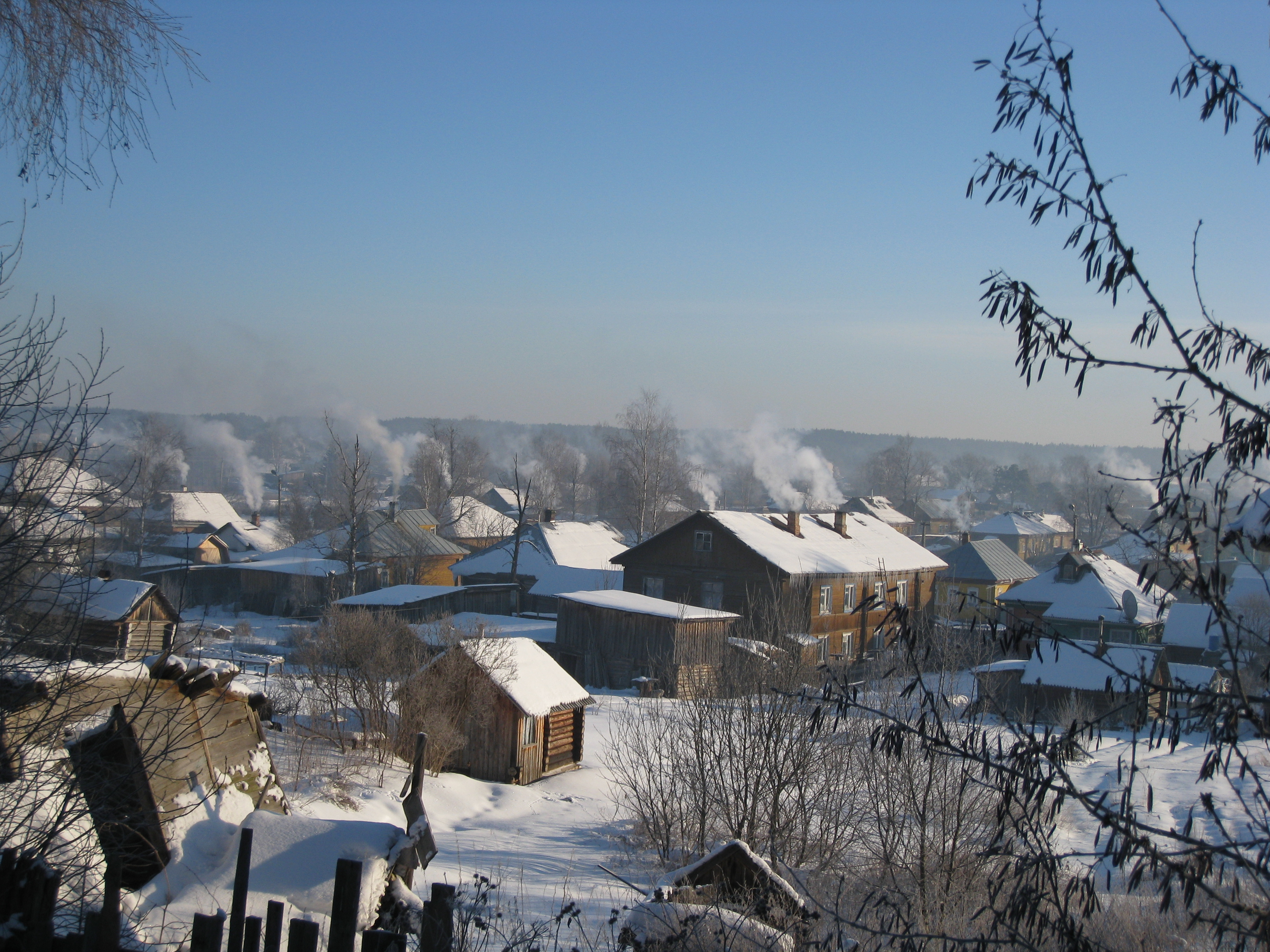

59°05′N 42°17′E / 59.083°N 42.283°E
索利加利奇區（俄语：Солигаличский район），是俄羅斯的一個區，位於該國西部，由科斯特羅馬州負責管轄，面積3,070平方公里，2010年人口10,265，人口密度每平方公里3.34人。